# Dawid Kugultinow
Dawid Nikiticz Kugultinow (Давид Никитич Кугультинов, ur. 13 marca 1922, zm. 17 czerwca 2006) – pisarz kałmuckiego pochodzenia, jako radziecki pisarz cieszył się wielkim uznaniem, laureat licznych nagród. Pozyskał wiele tytułów i honorów, między innymi: "Narodowego Poety Republiki Kałmucji."